# Fuding
Fuding (en chino, 福鼎市; pinyin, Fúdǐngshì, léase en chino: Fu-Díng, lit. 'Fu2ding3-fu3ding3.ogg') es un municipio bajo la administración directa de la ciudad-prefectura de Ningde, ubicada al nordeste de la Provincia Fujian, República Popular China. Su área es de 1526 km² y su población total es de 582230 (2013).

## Administración
El municipio de Fuding se divide en 16 pueblos que se administran en 3 subdistritos, 10 poblados, 1 villa y 2 villas étnicas para el grupo de los She.
- Subdistrito Tongshan
- Subdistrito Tongcheng
- Subdistrito Shanqian
- Poblado Tài lǎoshān
- Poblado Qián qí
- Poblado Diǎntóu
- Poblado Shāchéng
- Poblado Bái lín
- Poblado Diàn xià
- Poblado Quàn lǐng
- Poblado Pánxī
- Poblado Quǎn yáng
- Poblado Yúshān
- Villa Diéshí
- Villa étnica Jiayang
- Villa étnica Xiamen

## Historia
El condado Fuding fue establecido durante la dinastía Qing en el año de 1739, antes se le conoció como condado Xiapu (霞浦县). En 1995 fue promovido a ciudad-condado, en el 2000 tiene bajo su control a 10 pueblos, 3 subdistritos, 2 villas y 1 villa etnia, en el 2003 esa mismas divisiones se administran de diferente manera y desde 2013 se le agrega 1 villa étnica llegando a su  administración actual.

## Geografía
La ciudad de Fuding yace frente al mar de la China Meridional, su línea costera es de 430 km, incluso más del 90% de su superficie es agua y 81 islas están bajo su administración, lo que lo hace un lugar importante para la pesca. De tierra firme se expande 1526 km, siendo 88% montaña, llegando a los 1141 m en el pico Qinglong (青龙山), la llanura representa el 11% restante, la tasa de cobertura forestal llega al 66% y habitan 212 géneros de planta.